# Puerto Vivas (paroisse civile)
Pour les articles homonymes, voir Puerto Vivas.
Puerto Vivas est l'une des trois paroisses civiles de la municipalité de Andrés Eloy Blanco dans l'État de Barinas au Venezuela. Sa capitale est Puerto Vivas. En 2018, sa population s'élève à 4 737 habitants.

## Géographie

### Démographie
Hormis sa capitale Puerto Vivas, également chef-lieu de la municipalité, la paroisse civile possède plusieurs localités dont :
- La Empalizada
- Macagual
- Puerto Vivas